# الصرع في الحيوانات
الصرع في الحيوانات هو مجموعة من الاضطرابات العصبية تتميز بحدوث نوبات صرع بسبب زيادات غير عادية للنشاط الكهربائي في الدماغ. يمكن أن تبدأ وتتوقف فجأة وتمتد لأي فترة من الوقت من بضع ثوان إلى بضع دقائق. غالبًا ما يكون الصرع في الكلاب وراثيًا ولكن الصرع في القطط والحيوانات الأليفة الأخرى نادرً الحدوث، لأنه من المحتمل عدم وجود عوامل وراثية للصرع في هذه الحيوانات.

## صفات المرض
أهم ما يميز نوبة الصرع هي الحركات اللاإرادية للرأس والأطراف، ومع ذلك هناك خصائص أخرى تشمل إفراز اللعاب، وضعف وظائف الجسم والقلق. غالبًا ما تفقد الحيوانات وعيها ولا تستطيع إدراك ما حولها.

## التعامل مع نوبة الصرع
مشاهدة حيوان أثناء نوبة الصرع شيء مخيف جدا. وليس هناك الكثير مما يمكن القيام به أثناء النوبة إلا أن تبقي هادئًا ولا تترك الحيوان وحده. إذا كان حيوانك الأليف يعاني من نوبة صرع من المهم التأكد من أنه مستلقٍ على الأرض بعيداً عن أية مياه أو سلالم أو حيوانات أخرى. عندما يصاب حيوان ما بنوبة صرع، لا تحاول انتزاع لسانه أو تنظيف فمه حيث أن هناك فرصة كبيرة لأن يعضك. وعلى عكس الأسطورة الشعبية، لا يمكن للبشر ولا الحيوانات «ابتلاع لسانهم» أثناء نوبة الصرع، لذلك من الأسلم البقاء بعيدًا عن فمهم أثناء حدوثها. توقيت حدوث النوبات أمر مهم أيضًا. تدوين الملاحظات حول نوبات الصرع - وقت حدوثها، وعدد المرات وأي معلومات محددة أخرى يمكن نقلها إلى الطبيب البيطري أو عيادة الحيوانات الطارئة.

## الكلاب

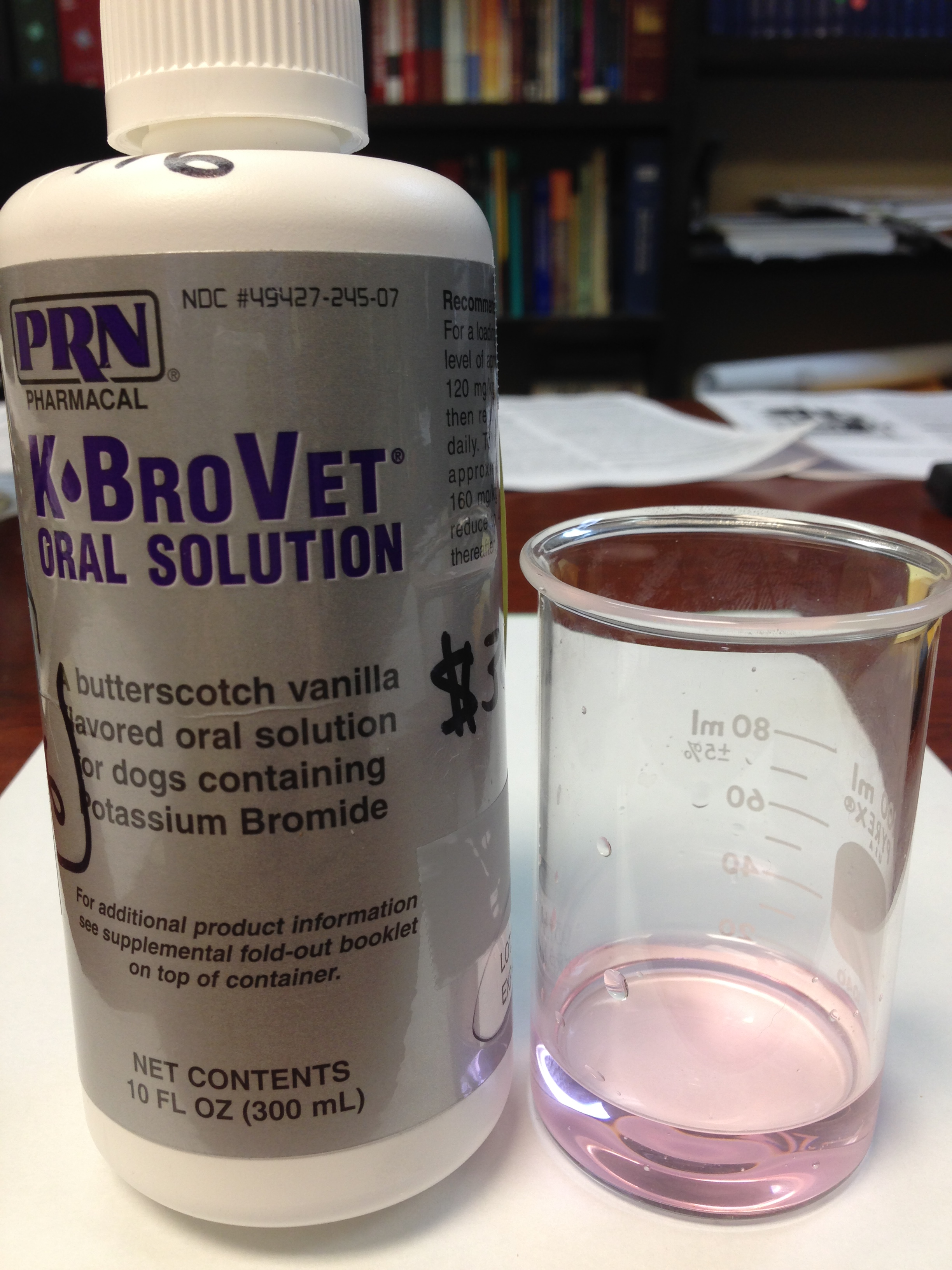
زجاجة دواء بيطري؛ محلول بروميد البوتاسيوم الذي يُؤخذ عن طريق الفم في الكلاب ليستخدم مضاد للصرع (لوقف التشنجات).

في الكلاب، غالباً ما يكون الصرع وراثيًا. ويقدر معدل حدوث نوبات الصرع في  الكلاب ما بين 0.5 ٪ إلي 5.7 ٪. وفي بعض السلالات قد يكون معدل الإصابة أعلى من ذلك بكثير.

### التشخيص
هناك ثلاثة أنواع من الصرع في الكلاب: تفاعلي، وأساسي، وثانوي. تحدث نوبات الصرع التفاعلي بسبب مشاكل التمثيل الغذائي، مثل انخفاض نسبة السكر في الدم أو الفشل الكلوي أو الكبدي. يُعرف الصرع الذي يُعزى إلى أورام الدماغ والسكتة الدماغية أو غيرها من الصدمات باسم الصرع الثانوي أو العرضي.
لا يوجد سبب معروف للصرع الأساسي أو الصرع مجهول السبب، والذي يتم تشخيصه فقط عن طريق استبعاد الأسباب المحتملة الأخرى للصرع. غالبًا ما تأتي أول نوبة صرع مجهولة السبب في الكلاب بين سن عام واحد إلي ثلاثة أعوام. ومع ذلك فإن العمر عند التشخيص يمثل عامل واحد فقط في تشخيص مرض الصرع في الكلاب، حيث وجدت دراسة سببا لحدوث نوبات الصرع في حوالي ثلث عدد الكلاب بين سن عام واحد إلي ثلاثة أعوام، مما  يرجع أنه صرع تفاعلي أو ثانوي أكثر من كونه أساسيًا.
قد يشمل العمل الأولي الذي يقوم به الطبيب البيطري مع كلب يعاني من  تاريخ مرضي لحدوث النوبات التالي: فحصًا جسديًا وعصبيًا، وتعدادًا كاملًا لعناصر الدم، وتحليل شامل للكيمياء في الدم، وتحليل البول، و اختبارات الصفراء، واختبارات وظائف الغدة الدرقية. تؤكد هذه الاختبارات حدوث  النوبات وقد تحدد السبب في حالة الصرع التفاعلي أو الثانوي. وقد يطلب الأطباء البيطريون أيضًا من أصحاب الكلاب الاحتفاظ بسجل يوثق التوقيت والطول والشدة والشفاء لكل نوبة صرع، بالإضافة إلى التغييرات الغذائية أو البيئية التي قد تحدث.

### العلاج
يتم استخدام العديد من الأدوية المضادة للصرع لعلاج صرع الكلاب. يعتبر الفينوباربيتال عن طريق الفم من أكثر الأدوية المضادة للصرع فعالية ويستخدم عادة كخط أول في العلاج. مضادات الصرع الأخرى مثل زونيساميد وبريميدون وغابابنتين وبريغابالين وحمض الفالبرويك وفيلباميت وتوبيرامات قد تكون فعالة أيضًا وتستخدم في تركيبات مختلفة. جزء هام من علاج الحيوانات الأليفة التي تعاني من الصرع هو تثقيف المالك لضمان نجاح العلاج.

## القطط
نوبات الصرع في القطط لها عوامل مختلفة. يمكن أن تكون نوبات صرع تفاعلية أو أولية (مجهولة السبب) أو نوبات ثانوية. النوبات مجهولة السبب ليست شائعة في القطط كما هو الحال في الكلاب ولكن أظهرت دراسة حديثة  أن من 91 نوبة صرع في القطط، يشتبه في أن 25٪ لديهم صرع مجهول السبب. في نفس المجموعة من 91 قط، كان 50٪ لديهم نوبات صرع ثانوية و20٪ لديهم نوبات صرع تفاعلية.

### التصنيفات
الصرع مجهول السبب ليس لديه تصنيف بسبب حقيقة عدم وجود أسباب معروفة لهذه النوبات، ولكن يمكن تصنيف كل من الصرع الثانوي العرضي والصرع التفاعلي.

### السرطان
الأورام السحائية وأورام الغدد اللمفاوية هي أكثر أنواع السرطان شيوعًا في القطط وكلها أسباب شائعة لنوبات الصرع.

### أمراض الأوعية الدموية
مرض الأوعية الدموية هي أي حالة تؤثر على تدفق الدم إلى الدماغ ويمكن أن تؤدي إلى اضطرابات التشنج. تشمل أمراض الأوعية الدموية الشائعة في القطط: كثرة الحمر الحقيقية وارتفاع ضغط الدم.

### الأمراض المُعدية
أي مرض التهابي أو معدٍي يصيب الدماغ يمكن أن يؤدي إلى حدوث نوبات. وتشمل أكثر الأمراض الالتهابية أو المعدية شيوعًا في القطط والتي تسبب نوبات الصرع كلاً من: التهاب البريتون المعدي السنوري، وداء المقوسات والفطريات المستخفية.

### اضطرابات التشنج التفاعلي
العديد من الأمراض التي تصيب  أجزاء مختلفة من الجسم بخلاف الدماغ يمكن أن تسبب نوبات الصرع في القطط، خاصة في القطط الأكبر سنًا. بعض الأسباب الشائعة للنوبات في القطط تشمل أيضًا: الاعتلال الدماغي الكبدي، والاعتلال الدماغي الكلوي، ونقص سكر الدم وقصور الغدة الدرقية.